# Erdővásárhely
Erdővásárhely település Romániában, Kolozs megyében.

## Fekvése
Csákigorbótól keletre a Dési út mellett, Pusztaújfalu és Alparét közt fekvő település.

## Nevének eredete
Erdő előneve 1870 után keletkezett. Vásárhely  utónevét az egykor itt tartott vásárokról kapta.

## Története

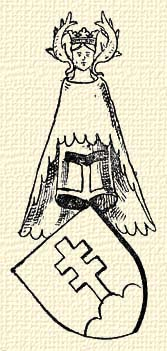
A Pelsőczi Bebek család egyik címere

Nevét 1378-ban említette először oklevél Torokvasarhely néven, mikor a birtok a királyra szállt, s azt a király Bebek Györgynek és Bebek Imrének adományozta.
1399-ben Vasarhely, 1457-ben Wasarhel, 1507-ben Wásárhely, 1617-ben Oláh-Vásárhely, 1888-ban Erdő-Oláh-Vásárhely, 1913-tól Erdővásárhely néven írták.
1457-ben Wasarhell Bálványosvár tartozéka volt. Fele a Várdaiak, fele pedig a Losonczi Dezső fiainak birtoka volt. Később pedig Alparét tartozéka lett.
1507-ben nádasdi Ongor János fiainak (jánosnak és Miklósnak) örökös nélküli halálával a birtok Szobi Péter fia Mihályra szállt.
1577-ben Barrabási János csanádi püspök birtoka volt, aki Barrabási Mihállyal, Ferenccel valamint Bogáti Ozsvátnéval osztozott meg rajta. A Barrabásiak kihaltával pedig Kendi Antalra szállt.
1594-ben Báthory Zsigmond a hűtlenné lett Kendy Ferenc részét Kereszturi Kristófnak adományozta.
1602-ben Kornis Boldizsár birtoka volt neje Keresztúri Ilona jogán.
1617-ben a fejedelem a birtok falu beli részét a Kornis családnak adta új adomány címén.
A Kornis családé és örököseié volt még 1784-ben is.
1652-ben II. Rákóczi György Deési Pávai Dávid fejedelmi alkincstárost megerősíti az 50 aranyért magához váltott itteni birtokban. Később a birtokot Pávai Dávidtól Kászoni József és neje Erdős Judit és Detári András és neje Fejér Kata váltotta magához.
1698-ban török hódoltsági falu. Lakói a környéken folyt harcok miatt nagyrészt szétszéledtek, s csak 1713 körül szállingóztak újra vissza.
1721-ben birtokosok itt az Újvári, Kolozsvári családok voltak.
1766-ban Kornis Zsigmond, báró Haller János, Ecsedy László, Szigethy György, Dadái János, Szilágyi István birtoka volt.
1768-ban a kincstár visszafoglalta az itteni birtokrészeket Vas Ferenctől, Miksa Istvántól, Pávai Jánostól, Szilágyi Istvántól és Szigethy Györgyné Márton Annától, és azt Szamosújvár lakosainak adta.
1839-ben gróf Kornis Imre fia Elek, gróf Bethlen Kata, gróf Kornis Ignác fiának Mihálynak özvegye, báró Jósika János, Méhesi József birtoka volt.
1866-ban nemesi jogú birtokosa báró Diószegi Géza volt.
1891-ben 197 lakosából 1 római katolikus, 159 görögkatolikus, 14 görögkeleti ortodox, 2 református és 21 izraelita volt.
A 20. század elején Szolnok-Doboka vármegye Csákigorbói járásához tartozott.
1910-ben 237 lakosa volt, melyből 11 magyar, 7 német, 219 román volt. Ebből 7 római katolikus, 218 görögkatolikus, 4 református, 7 izraelita volt.